# Кинджал СА

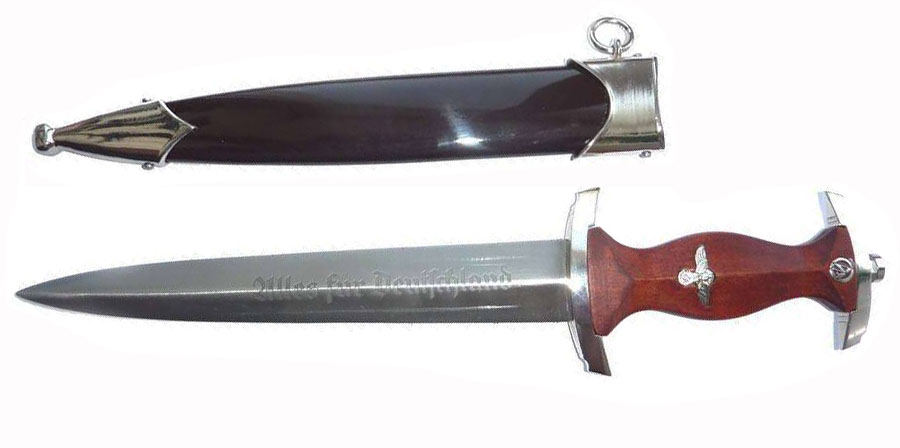
Кинджал СА

Кинджал СА, нім. SA-Dienstdolch — особиста зброя штурмовиків СА .

## Історія
Особистий кинджал СА був першим кинджалом, офіційно прийнятим на озброєння та схваленим партією 15 грудня 1933 року. В основу його дизайну покладено традиційний швейцарський мисливський кинджал XVI століття Holbein. Зовнішній вигляд кинджала був розроблений професором Паулем Венне (нім. Paul Woenne) з німецького міста Золінген, за особистим дорученням Адольфа Гітлера. На клинку було вигравірувано напис «Alles für Deutschland» («Все для Німеччини»).
Спочатку піхви були оксидованими, а весь металевий прилад рукояті та піхов виготовлявся з мельхіору. У пізніх випадках піхви покривалися фарбою, а деталі приладу робилися з дешевшого нікельованого металу. Наприкінці 1934 року кинджали СА стали проходити контроль якості RZM (Reichzeugmeisterei), що підтверджувалося відповідним тавром. У функції RZM входило як забезпечення партійних організацій відповідним спорядженням, так і контролю над стандартизацією і якістю виробів.
Рукоятка кинджала СА мала коричневий колір, а піхви — темно-коричневий. У НСКК існував повністю ідентичний за дизайном кинджал, але з рукояткою та піхвами чорного кольору.

## Почесний кинджал СА
На зразок Почесного кинджала СС на початку 1934 р. був затверджений Почесний кинджал СА, на якому було вигравіровано посвяту In herzlicher Kameradschaft Ernst Röhm («На знак серцевої дружби, Ернст Рем») почерком начальника штабу СА Е. Рема. На нагородних кинджалах для вищих чинів зображення орла відрізнялося, тому що виготовлялося на замовлення зі срібла, при цьому у орла не було німба навколо голови.
Вручення нагородних кинджалів даного типу відбувалося поетапно, відомо, що аналогічними кинжалами СС було зроблено 9800 нагороджень, але немає відомостей про кількість вручених кинджалів СА з дарчим написом Рема.
Після «Ночі довгих ножів» всім членам СА, що мали Почесний кинжал, було наказано усунути його ім'я з кинджала або повернути кинжал виробнику і замовити замість нього новий. Тому в спеціальній літературі кинджали СА Рема поділяються на три типи: з цілим написом (вкрай рідкісні), з частково видаленим і повністю видаленим.